# T15 (metrolijn)
De T15 is de eerste lijn van de gele route van de Stockholmse metro. Het eerste deel van de lijn is aanbouw tussen Odenplan en Arenastaden. Dit stuk zal in 2028 worden geopend de verdere aanleg zal in de periode tot 2030 plaatsvinden. Het voorgestelde tracé loopt van Danderyds sjukhus in het noorden naar Alvsjö in het zuiden langs de westrand van het centrum.
T10 · 
T11 · 
T13 · 
T14 ·
T15 · 
T17 · 
T18 · 
T19
(Alvsjö)·
(Östberga Årstafältet) ·
(Årstaberg) ·
(Liljeholmen) ·
(Hornstull) ·
(Fridhemsplan) ·
Odenplan ·
Hagastaden ·
Södra Hagalund ·
Arenastaden ·
(Järva krog) ·
(Bergshamra) ·
(Danderyds sjukhus) ·